# Comber
Comber (iriska: An Comar) är ett samhälle i grevskapet Down i Nordirland. Comber är beläget på Ardshalvön och hade år 2001 totalt 8 993 invånare.
Thomas Andrews, som ledde arbetet med konstruktionen av Titanic föddes i Comber. Staden är också känt för Comber Whiskey som inte har producerats sedan 1953. De flaskorna som fortfarande finns kvar omsätts för höga priser.
Området runt Comber är ett center för potatisodling i denna del av landet.